# 台中市公車326路
台中市公車326路目前行駛自靜宜大學到新民高中，主要行駛於臺灣大道。由統聯客運營運。原為台中市公車86路深夜行駛班次。本路線於深夜時段全程行駛於臺灣大道的慢車道，與日間時段的301路行駛於同路線之公車專用道路段有所不同。

## 歷史
- 2011年9月1日：由83區間車變更為86路並延伸至東海別墅（東海別墅－新民高中），為24小時營運。
- 2015年4月1日：東海別墅端點延駛至「龍井停車場」，並將路線名稱由（東海別墅－新民高中）更改為（龍井停車場－新民高中），延駛後途中增停「臺糖公營學苑」、「東海街口」、「坪頂」、「下坪頂」等站。
- 2015年6月7日：台中市政府交通局宣布86路編號改為301路。[2][3][4][5][6][7][8]
- 2015年6月18日：台中市政府交通局公布台中市公車301路路線圖。[9]依據此路線圖，301路將行駛於優化公車專用道，原行使臺灣大道慢車道站牌將全數撤站，改停靠優化公車專用道的公車站（原臺中市快捷巴士藍線車站），及原行駛民權路路段改行駛臺灣大道一段到新民高中。
- 2015年7月8日：86路路線編碼更改為「台中市公車301路」後，夜間行駛的編號則另編為「326路」並行駛於臺灣大道的慢車道，因此301路行駛時段為早上且行駛公車專用道而326路行駛時段為深夜且行駛慢車道，為不同路權的路線。[1]
- 2016年10月29日：配合「臺中鐵路架化第二階段工程」，臺中火車站往新民高中方向站位暫時裁撤，並調整至「第一廣場」站位上下車。[10][11][12]
- 2017年7月1日：「市立殯儀館」更名為「北區運動中心」。[13]
- 2019年10月1日：本路線調整為00:00起70分鐘一班車，提供5個班次，取消午夜前靜宜發22:00、新民發22：25及雙向23:00發車班次。
- 2021年5月31日：「一心市場」更名為「三民錦新街口」。
- 2021年11月1日：往新民高中方向取消「新光三越」。

## 路線基本資料
全程行車里數約20公里，全程行車時間約1小時。往新民高中共47站，往靜宜大學共50站。
本路線自靜宜大學起，沿著臺灣大道七段、臺灣大道六段、臺灣大道五段、臺灣大道四段、臺灣大道三段、臺灣大道二段、臺灣大道一段、綠川東街、中山路、建國路、雙十路一段、精武路、三民路三段、崇德路、健行路到新民高中。
本路線自新民高中起，沿著健行路、三民路三段、精武路、雙十路一段、建國路、臺灣大道一段、臺灣大道二段、臺灣大道三段、臺灣大道四段、臺灣大道五段、臺灣大道六段、臺灣大道七段到靜宜大學。

### 時刻表
- 時刻表僅供參考，請以統聯客運網站公告為準。

| 台中市公車326路平/假日時刻列表 | 台中市公車326路平/假日時刻列表 | 台中市公車326路平/假日時刻列表 | 台中市公車326路平/假日時刻列表 |
| ------------------------------ | ------------------------------ | ------------------------------ | ------------------------------ |
| 靜宜大學開時刻                 | 靜宜大學開備註                 | 新民高中開時刻                 | 新民高中開備註                 |
| 00:05                          | -                              | 00:05                          | -                              |
| 01:20                          | -                              | 01:20                          | -                              |
| 02:25                          | -                              | 02:25                          | -                              |
| 03:30                          | -                              | 03:30                          | -                              |
| 04:40                          | -                              | 04:40                          | -                              |

### 收費
依里程計費；刷市民限定臺中交通卡10公里免費。

### 停站
參見右側路線圖